# Josef Somr

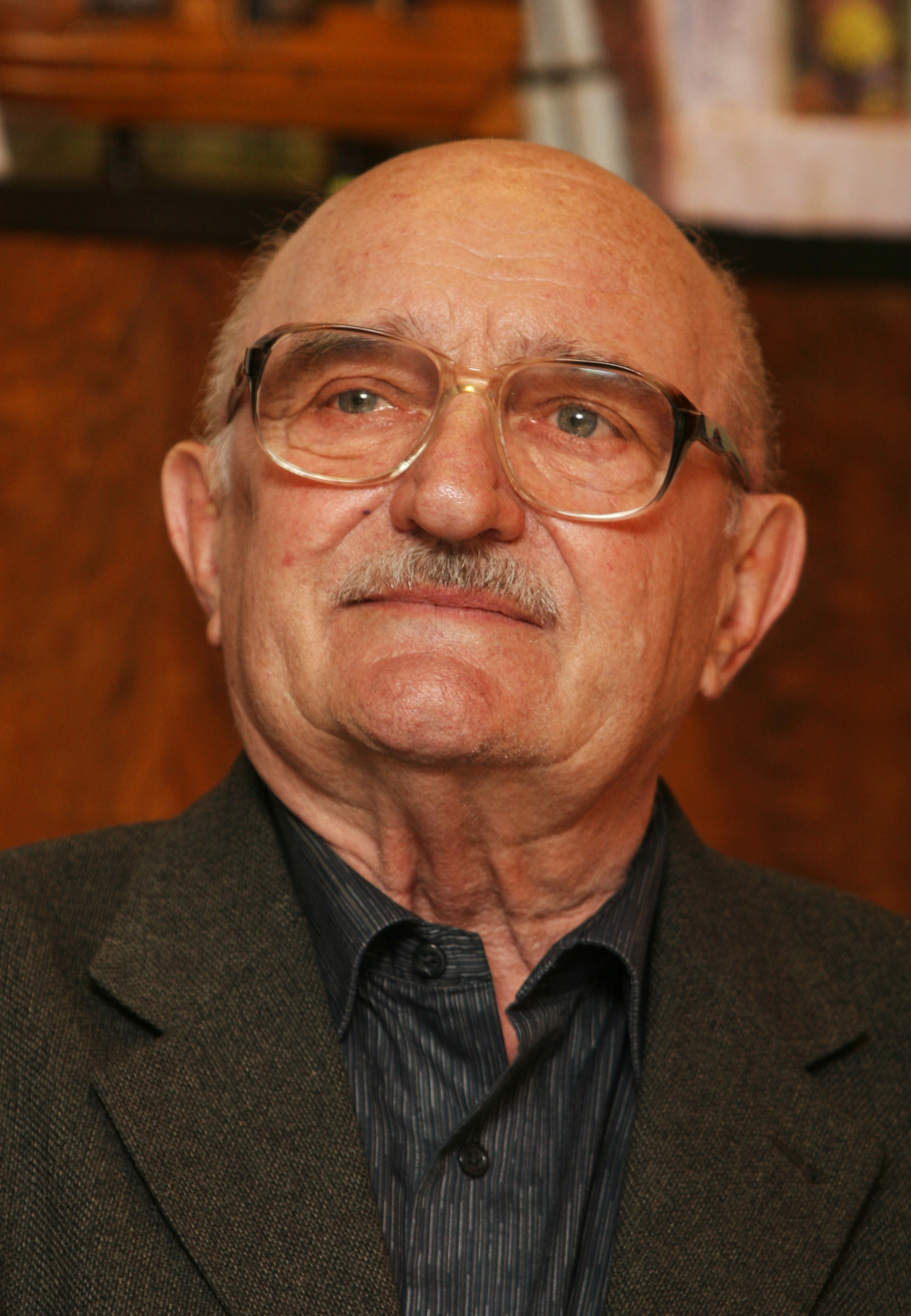
Josef Somr (2008)

Josef Somr (* 14. April 1934 in Vracov, Tschechoslowakei; † 16. Oktober 2022) war ein tschechischer Schauspieler.

## Leben
1956 beendete Josef Somr sein Schauspielstudium an der Janáček-Akademie für Musik und Darstellende Kunst Brünn (JAMU). Anschließend spielte er zwei Jahre am Theater in Český Těšín, drei Jahre am Brünner Stadttheater, vier Jahre am Theater in Pardubice (1961–1965) und ab 1965 im Činoherní klub und seit 1978 im Národní divadlo. Sein Leinwanddebüt gab Somr in dem 1965 erschienenen und von Ján Kadár sowie Elmar Klos inszenierten Der Angeklagte an der Seite von Vlado Müller und Jaroslav Blazek. Von 1982 bis 2004 spielte Somr in fünf Literaturverfilmungen von Ladislav Pecháčeks erschaffener Figur des Štepán Šafránek den Prof. Ječmen. Vier dieser Filme Wie die Welt um ihre Dichter kommt (1982), Wie Poeten ihre Illusion verlieren (1985), Wie Poeten das Leben genießen (1988) und Das Ende der Dichter in Böhmen (1993) wurden bisher ins Deutsche synchronisiert und veröffentlicht.

## Filmografie (Auswahl)
- 1964: Der Angeklagte (Obžalovaný)
- 1966: Liebe nach Fahrplan (Ostře sledované vlaky)
- 1967: Hotel für Ausländer (Hotel pro cizince)
- 1968: Der Scherz (Žert)
- 1969: Wut und Trauer (Smuteční slavnost)
- 1971: Die lange weiße Spur (Dlouhá bílá nit)
- 1971: Einer von Ihnen ist der Mörder (Jeden z nich je vrah)
- 1972: Der Tod des schwarzen Königs (Smrt černého krále)
- 1974: Motiv für einen Mord (Motiv pro vraždu)
- 1975: Anonyme Anzeige (Zatykač na královnu)
- 1975: Zwei Mann zur Stelle (Dva muži hlásí příchod)
- 1976: Die Musikanten von Sebechleby (Sebechlebskí hudci)
- 1977: 30 Jungfrauen und Pythagoras (30 panen a Pythagoras)
- 1977: Wie wäre es mit Spinat? (Což takhle dát si špenát)
- 1978: Das Krankenhaus am Rande der Stadt (Nemocnice na kraji města, Fernsehserie, sechs Folgen)
- 1978: Das neunte Herz (Deváté srdce)
- 1978: Der Tod der Fliege (Smrt mouchy)
- 1978: Die Befreiung Prags (Osvobození Prahy)
- 1978: Hopp...! Und ein Menschenaffe ist da (Hop - a je tu lidoop)
- 1979: Brontosaurus
- 1979: Das Geheimnis der stählernen Stadt (Tajemství ocelového města)
- 1979: Die wunderbaren Männer mit der Kurbel (Báječní muži s klikou)
- 1980: Heute in einem Haus (Dnes v jednom domě, Fernsehserie, neun Folgen)
- 1981: Das Geheimnis der leeren Urne (Něco je ve vzduchu)
- 1981: Warten auf Regen (Čekání na déšť)
- 1982: Der Letzte fährt zur Hölle (Poslední propadne peklu)
- 1982: Wie die Welt um ihre Dichter kommt (Jak svět přichází o básníky)
- 1983: Achtung, Visite! (Pozor, vizita!)
- 1983: Das Blaue vom Himmel (Modré z nebe)
- 1984: Verschenktes Glück (Tři veteráni)
- 1984: Das Wildschwein ist los (Slavnosti sněženek)
- 1984: Weinlese (Vinobraní)
- 1985: Wie Poeten ihre Illusion verlieren (Jak básníci přicházejí o iluze)
- 1986: Heimat, süße Heimat (Vesničko má středisková)
- 1986: Junger Wein (Mladé víno)
- 1987: Das Regenbogenkügelchen (Duhová kulička)
- 1987: Morgenstunde hat Gold im Munde (Kam doskáče ranní ptáče)
- 1988: Gespenster aus dem Dachfenster (Stračidla z vikýře)
- 1988: Mädchen und Narren (Blázni a děvčátka)
- 1988: Wie Poeten das Leben genießen (Jak básníkům chutná život)
- 1989: Ende der alten Zeiten (Konec starých časů)
- 1993: Das Ende der Dichter in Böhmen (Konec básníků v Čechách)
- 2001: Ein königliches Versprechen (Královský slib)
- 2001: Max, Susi und das magische Telefon (Mach, Šebestová a kouzelné sluchátko)
- 2003: Das Krankenhaus am Rande der Stadt – 20 Jahre später (Nemocnice na kraji města po dvaceti letech, Fernsehserie, neun Folgen)